# Hendrik-Ido-Ambacht

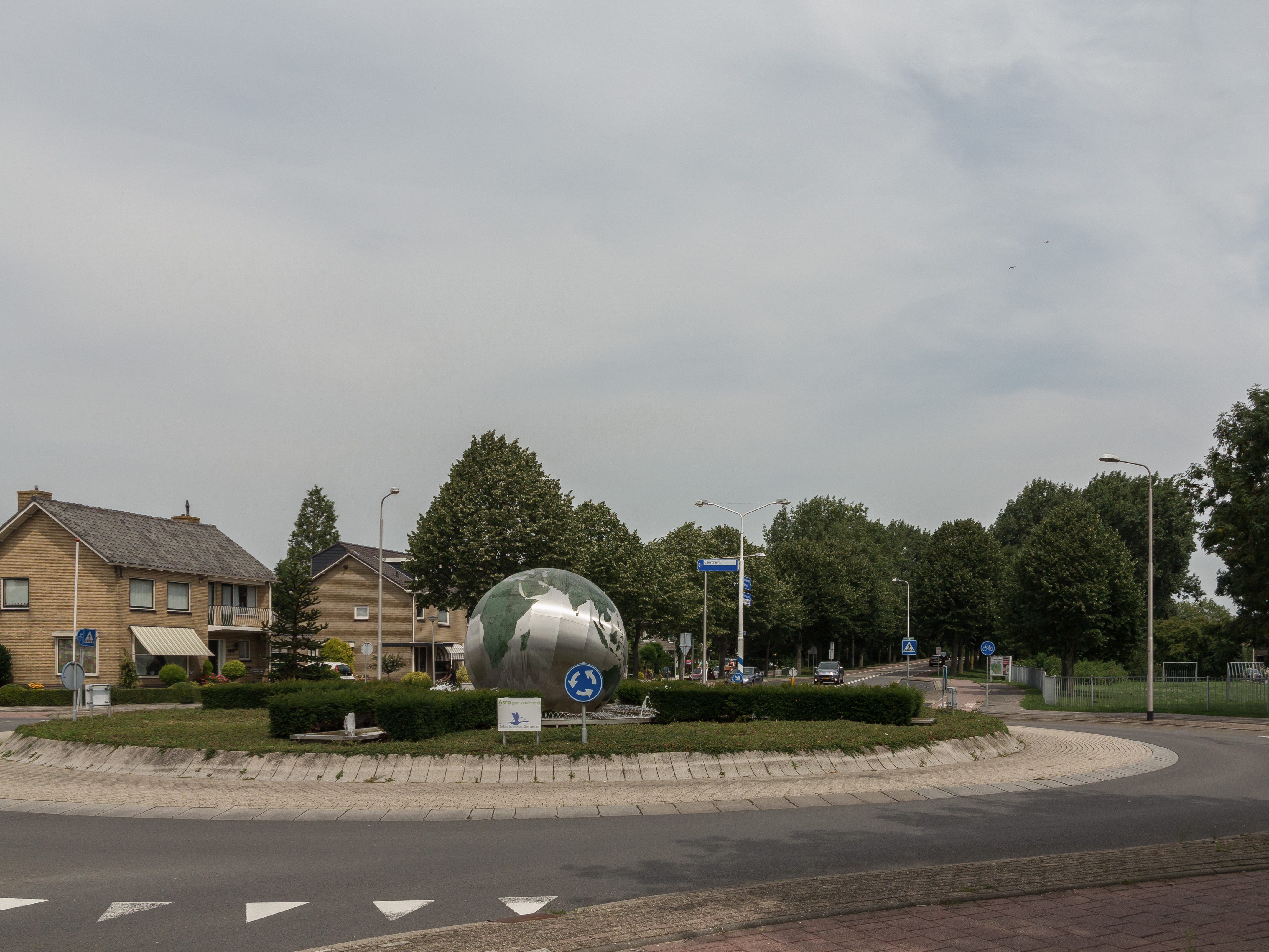
Hendrik Ido Ambacht, Straßenbild: de Brink

Hendrik-Ido-Ambacht (anhörenⓘ) ist ein großes Dorf und eine Gemeinde der niederländischen Provinz Südholland und zählte am 1. Januar 2025 laut Angabe des CBS 32.852 Einwohner. Ihre Gesamtfläche beträgt 11,9 km².

## Lage und Wirtschaft
Wie unter anderem  das benachbarte Papendrecht und das südlichere Zwijndrecht liegt die Gemeinde am Rheinarm Noord, gegenüber Dordrecht, auf der Flussinsel IJsselmonde. Diese „Drechtsteden“ haben einen Gemeindeverband für kulturelle und wirtschaftliche Zusammenarbeit geschlossen. Hendrik-Ido-Ambacht ist durch einen Tunnel mit Alblasserwaard verbunden. Die Autobahnen A15 und A16 Rotterdam – Dordrecht liegen ganz in der Nähe. Eine Eisenbahnverbindung für den Personenverkehr gibt es nicht; die Trasse der Betuweroute führt durch einen Tunnel unter dem Dorf hindurch.
Hendrik-Ido-Ambacht ist vor allem eine Pendlergemeinde. Viele Einwohner arbeiten in den umliegenden Städten, u. a. Rotterdam und Dordrecht. Am Rand des Dorfes gibt es noch etwas Landwirtschaft. Im Dorf steht seit dem Ende des 19. Jahrhunderts ein Werk, das verschrottete Schiffe verarbeitet.

## Geschichte
Der Ort dankt seinen ungewöhnlichen Namen Hendrik van Brederode, der 1331 als Ambachtsherr beschloss, die Flussinsel IJsselmonde einzudeichen, und Hendrik Ydo Wittens, der sich an der Finanzierung des Vorhabens beteiligte.

## Politik

### Sitzverteilung im Gemeinderat
Der Gemeinderat von Hendrik-Ido-Ambacht setzt sich folgendermaßen zusammen:
| Partei                      | Sitze | Sitze | Sitze | Sitze | Sitze | Sitze | Sitze | Sitze | Sitze | Sitze | Sitze |
| Partei                      | 1982  | 1986  | 1990  | 1994  | 1998  | 2002  | 2006  | 2010  | 2014  | 2018  | 2022  |
| --------------------------- | ----- | ----- | ----- | ----- | ----- | ----- | ----- | ----- | ----- | ----- | ----- |
| ChristenUnie                | –     | –     | –     | –     | –     | 5     | 5     | 6     | 6     | 7     | 7     |
| SGP                         | 3     | 3     | 3     | 4     | 5     | 5     | 5     | 6     | 6     | 7     | 7     |
| GPV                         | –     | –     | –     | 4     | 5     | –     | –     | –     | –     | –     | –     |
| RPF                         | –     | –     | –     | 4     | 5     | –     | –     | –     | –     | –     | –     |
| Gemeente Belangen           | 1     | 1     | 2     | 2     | 3     | 4     | 3     | 3     | 3     | 5     | 4     |
| VVD                         | 4     | 3     | 3     | 3     | 4     | 3     | 3     | 3     | 2     | 3     | 3     |
| Realistisch Ambacht         | –     | –     | –     | –     | –     | –     | –     | –     | –     | –     | 2     |
| CDA                         | 5     | 4     | 4     | 4     | 3     | 4     | 3     | 4     | 3     | 3     | 2     |
| PvdA                        | 3     | 5     | 3     | 2     | 3     | 3     | 5     | 3     | 2     | 1     | 2     |
| GroenLinks                  | –     | –     | –     | –     | 3     | 0     | –     | –     | –     | –     | –     |
| D66                         | 1     | 1     | 2     | 2     | 1     | 0     | –     | 1     | 2     | 2     | 2     |
| Echt voor Ambacht           | –     | –     | –     | –     | –     | –     | –     | –     | –     | 1     | 1     |
| Ambacht Uw Belang           | –     | –     | –     | –     | –     | –     | –     | 1     | 3     | 1     | 0     |
| Onafhankelijk Nieuw Ambacht | –     | –     | –     | –     | –     | –     | 0     | –     | –     | –     | –     |
| Gesamt                      | 17    | 17    | 17    | 17    | 19    | 19    | 19    | 21    | 21    | 23    | 23    |

### Bürgermeister
Seit dem 23. November 2023 ist Patrick van der Giessen (parteilos) amtierender Bürgermeister der Gemeinde. Zu seinem Kollegium zählen die Beigeordneten André Flach (SGP/ChristenUnie), Ralph Lafleur (Gemeentebelangen), Steven van Die (CDA) sowie der Gemeindesekretär Jornt Ozenga.

### Städtepartnerschaft
- Bergen (Landkreis Celle), Deutschland

## Söhne und Töchter der Stadt
- Johann van den Honert (1693–1758), Theologe
- Roeland Pruijssers (* 1989), Schachspieler
- Ramon Hendriks (* 2001), Fußballspieler

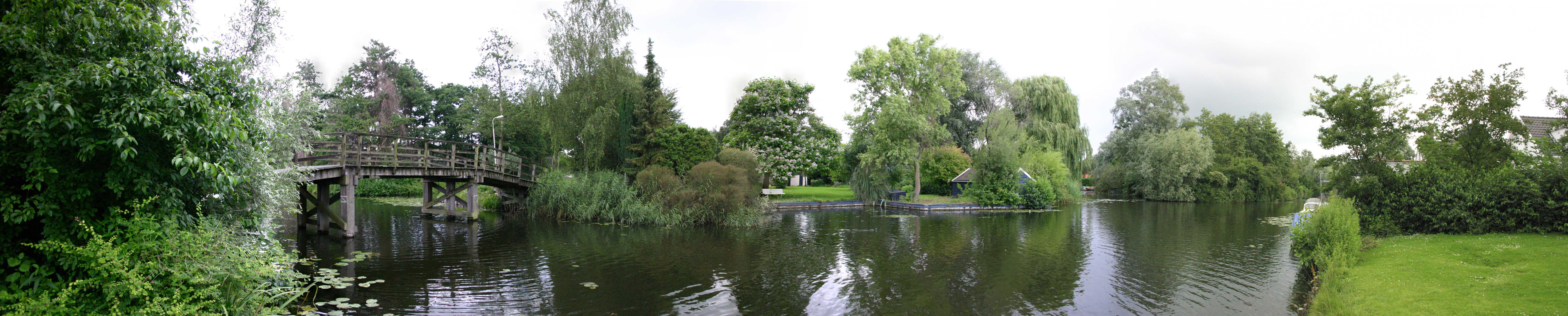
Waaltje